# Собор святого Георгія (Галац)
Собор святого Георгія в Галаці, або Собор святого Юрія в Галаці — знищений за допомогою КДБ собор у м. Галац (Румунія), місце перепоховання праху гетьмана України Івана Мазепи.  

## Прах гетьмана Івана Мазепи
В соборі святого Георгія було поховання гетьмана України Івана Мазепи. Собор святого Георгія в Галаці за активної участі агентів КДБ руйнували 28 жовтня 1962 року. За інформацією експосла України в Румунії Антона Бутейка, це було непросто: храм не піддавався знищенню, бо стояв на фундаментах генуезької фортеці. Руйнівники застосували рідкісний метод – упродовж декількох ночей під великим тиском під фундамент помпували солону морську воду. За два тижні таких зусиль у стінах з’явилися тріщини і відбулося осідання, але собор продовжував стояти. Завершити цей акт вандалізму вдалося лише за допомогою металевих тросів і потужного корабля, який стягнув собор у бік Дунаю. 

## Опис, історія
Каркасом монастирської церкви св. Георгія (Юрія) була вежа давньої генуезької фортеці, пристосована для релігійних потреб в середині XV ст. 
Надзвичайно цікава архітектура самої церкви Мазепи. — зауважував Мартирій Галин, який відвідав Галац 1929 року. — Збудований на горбку, біля берега Дунаю, звідти чудовий краєвид на Дунай і місто; стиль храму — корабель. Для того часу велика, 3-х поверхова. На 1-му поверсі трохи в землі — церква, другий поверх — фортеця з амбразурами для гармат і мушкетів, звідси поверху йде таємний хід, а звідти під землею хід йде до берега Дунаю, 3-й поверх — дзвіниця. 
1647 року зусиллями митрополита Варлаама собор було підпорядковано церкві Гробу Господнього Єрусалимського патріархату, що стало визначальнм при виборі місця перепоховання Івана Мазепи. За даними військового М. Когальнічано, що дуже цікавився історією свого краю і 1845 року опублікував французькою мовою фрагменти молдавських і валаських хронік, спочатку труну з прахом Івана Мазепи розмістили в цегляному склепі-підземеллі, спорудженому посеред храму. Вхід до склепу на підлозі закривала мармурова плита, на якій було висічено герб гетьмана, зображення одноголового орла і напис, що засвідчував особу похованого.
Татари, об’єднавшись з турками-лазами, без згоди великого візира напали на місто Галац, підкорили всіх мешканців, закрили їх у монастирі Св. Георгія, забравши всі речі, знайдені там. Татари розкопали навіть могили, підозрюючи, що люди поховали там свої речі, відкрили могилу гетьмана Мазепи та викинули його останки на берег Дунаю. Під час цієї варварської акції плита з епітафією над склепом з домовиною гетьмана, за інформацією Н. Когальнічану, була розбита.
Коли козаки, підпорядковані турецькій адміністрації, дізнались про наругу над могилою гетьмана, то почали негайно шукати тіло Мазепи, а віднайшовши його, поклали знову в давній гріб, який відновили. Рзбитої долівки не поправили, залишаючи її у такому самому стані на спомин злочину.